# هاري تايلور (لاعب كرة قدم)
هاري تايلور (بالإنجليزية: Harry Taylor)‏ (6 أكتوبر 1935 بغيتسهيد في المملكة المتحدة - 5 يناير 2017) هو لاعب كرة قدم بريطاني في مركز الهجوم.

## وصلات خارجية
- هاري تايلور (لاعب كرة قدم) على موقع قاعدة بيانات كرة القدم.إي يو (الإنجليزية)